# 竜北町
竜北町（りゅうほくまち）は熊本県中部にあった町。
2005年（平成17年）10月1日に隣接する宮原町と新設合併して氷川町となり、消滅した。

## 地理
- 河川 ： 氷川

## 歴史
- 1954年（昭和29年）4月1日 - 八代郡野津村・吉野村・和鹿島村が新設合併し竜北村が発足。
- 1974年（昭和49年）4月1日 - 町制施行。竜北町となる。
- 2005年（平成17年）10月1日 - 宮原町と新設合併し、氷川町が発足。同日竜北町廃止。

## 行政
- 町長 ： 浜田　洋

## 経済
2002年度町内総生産156億円。

### 産業
- 主な産業
  - 農業 - 海から山にかけて様々な農作物が生産されている。有名なものに畳表の原料であるい草や果物の梨などがある。
- 産業人口

## 地域

### 教育
- 竜北町立竜北中学校
- 竜北町立竜北西部小学校
- 竜北町立竜北東小学校

## 交通

### 鉄道
町内をJR九州鹿児島本線が通っているが、駅は存在しない。最寄り駅は同線有佐駅。

### 道路
一般国道
- 国道3号

主要地方道
- 熊本県道14号八代鏡宇土線

一般県道
- 熊本県道155号小川八代線
- 熊本県道255号竜北小川停車場線
- 熊本県道256号鹿野赤迫線
- 熊本県道338号八代不知火線

道の駅
- 竜北

## 名所・旧跡・観光スポット・祭事・催事
- 野津古墳群
- 大野窟古墳
- 鹿島神社
- 高塚熊野座神社
- 島地八幡宮
- 川原大神宮
- 氷川町竜北歴史資料館

## 出身有名人
- 岩永三五郎（石工、種山石工の中心的人物）
- 内田康哉（政治家、外務大臣）
- 光永星郎（実業家、電通創業者）
- 内田健三（政治評論家・ジャーナリスト）
- 蓑田胸喜（思想家）